# Liste bekannter griechischer Paläographen
Die Liste bekannter griechischer Paläographen erfasst  Gräzisten und Paläographen, die sich schwerpunktmäßig mit der griechischen Paläographie einschließlich Kodikologie beschäftigen oder beschäftigt haben. Insofern die Papyrologie sich mit den vielfältigen Handschriften beschäftigt, die sich auf den antiken und spätantiken Papyri finden, hat sie eine Schnittmenge mit der Paläographie gemeinsam, deren Gegenstand die Handschriften sind, die sich in Codices der Spätantike, der byzantinischen Zeit und der Renaissance bis hin in die Neuzeit finden. Entsprechendes trifft auf die Diplomatik zu.

## A
| Wissenschaftler            | Nationalität | Wirkungsort                     | Weitere Qualifikationen                               | Forschungsschwerpunkte                     | Bild |
| -------------------------- | ------------ | ------------------------------- | ----------------------------------------------------- | ------------------------------------------ | ---- |
| Girolamo Amati (1764–1834) | Italiener    | Bibliotheca Apostolica Vaticana | Latinistik Epigraphik Paläographie Handschriftenkunde | Katalogisierung griechischer Handschriften |      |

## B
| Wissenschaftler                                    | Nationalität | Wirkungsort                                                                                                   | Weitere Qualifikationen | Forschungsschwerpunkte | Bild |
| -------------------------------------------------- | ------------ | --- | ----------------------- | ---------------------- | ---- |
| Wladimir Nikolajewitsch Beneschewitsch (1874–1938) | Russe        | Universität St. Petersburg                                                                                    |                         |                        |      |
| Christian Brockmann (* 1960)                       | Deutscher    | Universität Hamburg Corpus Medicorum Graecorum/Latinorum, Berlin-Brandenburgische Akademie der Wissenschaften |                         |                        |      |

## C
| Wissenschaftler            | Nationalität | Wirkungsort                                                                            | Weitere Qualifikationen              | Forschungsschwerpunkte                                            | Bild |
| -------------------------- | ------------ | -------------------------------------------------------------------------------------- | ------------------------------------ | ----------------------------------------------------------------- | ---- |
| Paul Canart (1927–2017)    | Franzose     | Bibliotheca Apostolica Vaticana                                                        | Paläographie                         |                                                                   |      |
| Mario Capasso (* 1951)     | Italiener    | Università degli Studi di Foggia Universität Neapel Federico II Università del Salento | Papyrologie                          |                                                                   |      |
| Guglielmo Cavallo (* 1938) | Italiener    | Universität Rom                                                                        |                                      |                                                                   |      |
| Olga Cicanci (1940–2013)   | Rumänin      | Universität Bukarest                                                                   | Geschichtswissenschaft, Neogräzistik | Griechische Handschriften der Bibliothek der Rumänischen Akademie |      |

## D
| Wissenschaftler                                        | Nationalität | Wirkungsort                                                   | Weitere Qualifikationen            | Forschungsschwerpunkte | Bild |
| ------------------------------------------------------ | ------------ | ------------------------------------------------------------- | ---------------------------------- | --- | ---- |
| Alphonse Dain (1896–1964)                              | Franzose     | École pratique des hautes études Institut catholique de Paris |                                    | Kodikologie, Katalog der griechischen Handschriften des Musée du Louvre, Handschriften der byzantinischen Militärschriftsteller und Rechtsgelehrten |      |
| Jean-Baptiste Gaspard d’Ansse de Villoison (1750–1805) | Franzose     | Universität von Paris, Collège de France                      | Klassische Philologie Neogräzistik | Entdecker zahlreicher Handschriften, insbesondere des Venetus A der Ilias, Editionsphilologie                                                       |      |
| Eduardo Luigi De Stefani (1869–1921)                   | Italiener    | Universität La Sapienza, Rom                                  |                                    | |      |

## F
| Wissenschaftler                               | Nationalität | Wirkungsort                           | Weitere Qualifikationen  | Forschungsschwerpunkte                                                               | Bild |
| --------------------------------------------- | ------------ | ------------------------------------- | ------------------------ | ------------------------------------------------------------------------------------ | ---- |
| Enrica Follieri (1926–1999)                   | Italienerin  | Universität La Sapienza Rom           | Byzantinische Philologie | Hymnologie, Hagiographie                                                             |      |
| Boris Fonkič (1938–2021) Борис Львович Фонкич | Russe        | Russische Akademie der Wissenschaften | Byzantinische Philologie | Kodikologie, Handschriften des 10. bis 17. Jahrhunderts in Moskau und St. Petersburg |      |
| Johannes Franz (1804–1851)                    | Deutscher    | Universität Berlin                    |                          |                                                                                      |      |

## G
| Wissenschaftler                | Nationalität | Wirkungsort                                                                     | Weitere Qualifikationen  | Forschungsschwerpunkte | Bild |
| ------------------------------ | ------------ | ------------------------------------------------------------------------------- | ------------------------ | ---------------------- | ---- |
| Ernst Gamillscheg (* 1950)     | Österreicher | Institut für Byzanzforschung, Österreichische Akademie der Wissenschaften, Wien | Byzantinische Philologie |                        |      |
| Victor Gardthausen (1843–1925) | Deutscher    | Universität Leipzig Universitätsbibliothek Leipzig                              |                          |                        |      |
| Charles Graux (1852–1882)      | Franzose     | École pratique des hautes études                                                |                          |                        |      |
| Giuseppe De Gregorio (* 1962)  | Italiener    | Universität Salerno                                                             |                          |                        |      |

## H
| Wissenschaftler                | Nationalität   | Wirkungsort                                                        | Weitere Qualifikationen                                                   | Forschungsschwerpunkte                                              | Bild |
| ------------------------------ | -------------- | ------------------------------------------------------------------ | ------------------------------------------------------------------------- | ------------------------------------------------------------------- | ---- |
| Dieter Harlfinger (* 1940)     | Deutscher      | Freie Universität Berlin Universität Hamburg                       |                                                                           |                                                                     |      |
| Hermann Harrauer (* 1941)      | Österreicher   | Universität Wien Österreichische Nationalbibliothek                | Papyrologie                                                               |                                                                     |      |
| Karl Benedikt Hase (1780–1864) | Deutscher      | Universität Paris École polytechnique École des langues orientales |                                                                           |                                                                     |      |
| Philippe Hoffmann (* 1953)     | Franzose       | École normale supérieure                                           |                                                                           |                                                                     |      |
| Herbert Hunger (1914–2000)     | Österreicher   | Universität Wien                                                   | Byzantinische Philologie Griechische Paläographie Griechische Papyrologie |                                                                     |      |
| Irmgard Hutter (* )            | Österreicherin | Wien                                                               | Byzantinische Kunstgeschichte                                             | (mit Otto Demus): Corpus der byzantinischen Miniaturenhandschriften |      |

## K
| Wissenschaftler                            | Nationalität | Wirkungsort                             | Weitere Qualifikationen                                                  | Forschungsschwerpunkte                                                        | Bild |
| ------------------------------------------ | ------------ | --------------------------------------- | ------------------------------------------------------------------------ | ----------------------------------------------------------------------------- | ---- |
| Frederic G. Kenyon (1863–1952)             | Brite        | British Museum Magdalen College, Oxford | Griechische Philologie Griechische Paläographie Griechische Papyrologie  | Überlieferung des Neuen Testaments Aristoteles, Der Staat der Athener         |      |
| Sofia Kotzabassi (* 1962) Σοφία Κοτζάμπαση | Griechin     | Aristoteles-Universität Thessaloniki    | Byzantinische Philologie Neugriechische Philologie Klassische Philologie | Rhetorik, Epistolographie, Geschichtsschreibung, Prosopographie, Paläographie |      |
| Otto Kresten (* 1943)                      | Österreicher | Universität Wien                        |                                                                          |                                                                               |      |

## L
| Wissenschaftler           | Nationalität | Wirkungsort                               | Weitere Qualifikationen | Forschungsschwerpunkte                                                              | Bild |
| ------------------------- | ------------ | ----------------------------------------- | ----------------------- | ----------------------------------------------------------------------------------- | ---- |
| Henri Lebègue (1859–1938) | Franzose     | École pratique des hautes études Sorbonne |                         |                                                                                     |      |
| Edgar Lobel (1888–1982)   | Brite        | Queen’s College, Oxford Bodleian Library  | Klassische Philologie   | Überlieferungsgeschichte des Hesiod, Pindar, Aischylos, Aristoteles und Kallimachos |      |
| Santo Lucà (* 1942)       | Italiener    | Universität Rom Tor Vergata               |                         |                                                                                     |      |

## M
| Wissenschaftler                   | Nationalität | Wirkungsort                                           | Weitere Qualifikationen | Forschungsschwerpunkte                                                          | Bild |
| --------------------------------- | ------------ | ----------------------------------------------------- | ----------------------- | ------------------------------------------------------------------------------- | ---- |
| Angelo Mai (1782–1854)            | Italiener    | Bibliotheca Apostolica Vaticana Biblioteca Ambrosiana |                         |                                                                                 |      |
| Otto Mazal (1932–2008)            | Österreicher | Universität Wien Österreichische Nationalbibliothek   |                         |                                                                                 |      |
| Emmanuel Miller (1812–1886)       | Franzose     | École des langues orientales, Paris                   | Gräzistik Byzantinistik | Handschriften, Datierung von Handschriften des Neuen Testaments, Philosophumena |      |
| Brigitte Mondrain (* )            | Französin    | École pratique des hautes études, Paris               |                         |                                                                                 |      |
| Bernard de Montfaucon (1655–1741) | Franzose     | Abtei Saint-Germain-des-Prés, Paris                   |                         | Kirchenväter                                                                    |      |
| Karl Müller (1813–1894)           | Deutscher    | Privatgelehrter Gymnasium in Clausthal                |                         |                                                                                 |      |
| Andreas E. Müller (* 1966)        | Deutscher    | Universität Wien                                      |                         |                                                                                 |      |

## O
| Wissenschaftler         | Nationalität | Wirkungsort                             | Weitere Qualifikationen | Forschungsschwerpunkte                                                 | Bild |
| ----------------------- | ------------ | --------------------------------------- | ----------------------- | ---------------------------------------------------------------------- | ---- |
| Henri Omont (1857–1940) | Franzose     | Bibliothèque nationale de France, Paris |                         | Catalogue général des manuscrits des bibliothèques publiques de France |      |

## P
| Wissenschaftler                         | Nationalität | Wirkungsort                                                                                   | Weitere Qualifikationen | Forschungsschwerpunkte                                | Bild |
| --------------------------------------- | ------------ | --------------------------------------------------------------------------------------------- | ----------------------- | ----------------------------------------------------- | ---- |
| Cesare Pasini (* 1950)                  | Italiener    | Vatikanische Apostolische Bibliothek Biblioteca Ambrosiana                                    |                         |                                                       |      |
| Lidia Perria (1950–2003)                | Italienerin  | Universität Rom Universität Messina                                                           |                         |                                                       |      |
| Linos Politis (1906–1982) Λίνος Πολίτης | Grieche      | Universität Thessaloniki                                                                      |                         | Neugriechische Literaturgeschichte Handschriftenkunde |      |
| Giancarlo Prato (* 1950)                | Italiener    | Universität Pavia                                                                             |                         |                                                       |      |
| Karl Preisendanz (1883–1968)            | Deutscher    | Universität Heidelberg Universitätsbibliothek Heidelberg Badische Landesbibliothek, Karlsruhe |                         |                                                       |      |

## R
| Wissenschaftler                     | Nationalität | Wirkungsort                                           | Weitere Qualifikationen | Forschungsschwerpunkte | Bild |
| ----------------------------------- | ------------ | ----------------------------------------------------- | ----------------------- | ---------------------- | ---- |
| Michael D. Reeve (* 1943)           | Brite        | Universität Cambridge Pembroke College Exeter College |                         |                        |      |
| Colin Henderson Roberts (1909–1990) | Brite        | St John’s College, Oxford                             |                         |                        |      |

## S
| Wissenschaftler              | Nationalität | Wirkungsort                                                        | Weitere Qualifikationen | Forschungsschwerpunkte | Bild |
| ---------------------------- | ------------ | ------------------------------------------------------------------ | ----------------------- | ---------------------- | ---- |
| Wilhelm Schubart (1873–1960) | Deutscher    | Universität Leipzig Universität Berlin Königliche Museen zu Berlin |                         |                        |      |
| Richard Seider (1913–1988)   | Deutscher    | Universität Heidelberg, Institut für Papyrologie                   |                         |                        |      |
| Martin Sicherl (1914–2009)   | Deutscher    | Universität Münster                                                |                         |                        |      |
| Ernst Siegmann (1915–1981)   | Deutscher    | Universität Würzburg                                               |                         |                        |      |

## T
| Wissenschaftler                            | Nationalität | Wirkungsort                                                                                     | Weitere Qualifikationen | Forschungsschwerpunkte                                                        | Bild |
| ------------------------------------------ | ------------ | ----------------------------------------------------------------------------------------------- | ----------------------- | ----------------------------------------------------------------------------- | ---- |
| Konstantin von Tischendorf (1815–1874)     | Deutscher    | Universität Leipzig                                                                             |                         |                                                                               |      |
| Agamemnon Tselikas (* ) Αγαμέμνων Τσελίκας | Grieche      | Historisches und Paläographisches Archiv der Stiftung für Bildung der Griechischen Nationalbank |                         |                                                                               |      |
| Alexander Turyn (1900–1981)                | Pole         | University of Illinois at Urbana-Champaign Universität Warschau                                 |                         | Handschriftliche Überlieferung von Pindar, Aischylos, Sophokles und Euripides |      |

## W
| Wissenschaftler                | Nationalität | Wirkungsort                                                   | Weitere Qualifikationen | Forschungsschwerpunkte | Bild |
| ------------------------------ | ------------ | ------------------------------------------------------------- | ----------------------- | ---------------------- | ---- |
| Wilhelm Wattenbach (1819–1897) | Deutscher    | Universität Berlin Universität Heidelberg Universität Breslau |                         |                        |      |
| Nigel Guy Wilson (* 1935)      | Brite        | Lincoln College, Oxford                                       |                         |                        |      |